# خاکونا (نیومکزیکو)
خاکونا (به انگلیسی: Jacona) یک منطقهٔ مسکونی در ایالات متحده آمریکا است که در شهرستان سنتافه، نیومکزیکو واقع شده‌است. خاکونا ۴۱۲ نفر جمعیت دارد و ۱٬۷۵۸٫۱۱ متر بالاتر از سطح دریا واقع شده‌است.